# 莓叶碎米荠
莓叶碎米荠（学名：Cardamine fragariifolia）也称翅柄岩荠、腺萼碎米荠，为十字花科碎米荠属的植物，是中国的特有植物。分布于中国大陆的西藏等地，生长于海拔2,900米的地区。